# Halfaxa
Halfaxa é o segundo álbum de estúdio da musicista canadense Grimes. Foi lançado no Canadá em 5 de outubro de 2010, pela Arbutus Records, e no Reino Unido e Europa continental em maio de 2011 pela Lo Recordings.

## Composição
Halfaxa foi descrito como um lançamento pop gótico, witch house, dark wave e glo-fi, além de apresentar influências de glitch pop, R&B, techno, industrial e electro. Grimes disse que Halfaxa foi criado para "evocar o sentimento de acreditar em Deus em uma maneira muito cristã medieval", e o descreveu como seu álbum "medieval".

## Recepção crítica
| Críticas profissionais | Críticas profissionais |
| Avaliações da crítica  | Avaliações da crítica  |
| Fonte                  | Avaliação              |
| ---------------------- | ---------------------- |
| BBC Music              | (favorável)            |
| Drowned in Sound       | 7/10                   |
| Dummy                  | 7/10                   |
| The Quietus            | (favorável)            |
| Pitchfork              | 7.8/10                 |

## Lista de faixas
Todas as faixas são escritas e produzidas por Grimes
| Lista de faixas de Halfaxa | |         |  |
| N.º                        | Título | Duração |  |
| 1.                         | "Outer" | 1:12    |  |
| 2.                         | "Intor / Flowers" (deliberadamente escrito incorretamente; intitulado como "Intro / Flowers" na maioria dos lançamentos digitais) | 2:50    |  |
| 3.                         | "Weregild" | 5:14    |  |
| 4.                         | "∆∆∆∆Rasik∆∆∆∆" (excluído de lançamentos digitais e prensagens feitas pela Arbutus Records em 2016 e posteriores)                 | 1:50    |  |
| 5.                         | "Heartbeats" (faixa bônus exclusiva dos lançamentos da Lo Recordings)                                                             | 4:32    |  |
| 6.                         | "Sagrad Прекрасный" | 5:13    |  |
| 7.                         | "Dragvandil" | 1:39    |  |
| 8.                         | "Devon" | 4:31    |  |
| 9.                         | "Dream Fortress" | 5:01    |  |
| 10.                        | "World ♡ Princess" | 4:41    |  |
| 11.                        | "† River †" | 1:57    |  |
| 12.                        | "Swan Song" | 3:05    |  |
| 13.                        | "≈Ω≈Ω≈Ω≈Ω≈Ω≈Ω≈Ω≈Ω≈" (intitulado como "Omega" em alguns lançamentos)                                                               | 2:14    |  |
| 14.                        | "My Sister Says the Saddest Things"                                                                                               | 4:12    |  |
| 15.                        | "Hallways" | 5:44    |  |
| 16.                        | "Favriel" | 2:36    |  |
| Duração total:             | Duração total: | 55:07   |  |

Notas
- Na versão da Lo Recordings, as faixas: 1, 2, 4, 6 são estilizadas em letras minúsculas e 9, 10 são estilizadas como "Dreamfortress" e "world♡princess".

## Créditos
Créditos adaptados do encarte de Halfaxa.
- Grimes – vocais, produção, composição, ilustrações
- Jasper Baydala – design
- Sebastian Cowan – masterização (faixas 1–4, faixas 6–16)
- Antony Ryan – masterização (faixa 5)

## Histórico de lançamento
| País           | Data                    | Formato         | Gravadora(s)     | Ref.          |
| -------------- | ----------------------- | --------------- | ---------------- | ------------- |
| Canadá         | 30 de setembro de 2010  | Arbutus Records | Download digital | [ 19 ]        |
| Estados Unidos | 30 de setembro de 2010  | Arbutus Records | Download digital | [ 20 ]        |
| Canadá         | 5 de outubro de 2010    | Arbutus Records | CD               | [ 21 ]        |
| Austrália      | 28 de fevereiro de 2011 | Lo Recordings   | Download digital | [ 22 ]        |
| França         | 28 de fevereiro de 2011 | Lo Recordings   | Download digital | [ 23 ]        |
| Alemanha       | 28 de fevereiro de 2011 | Lo Recordings   | Download digital | [ 24 ]        |
| Reino Unido    | 28 de fevereiro de 2011 | Lo Recordings   | Download digital | [ 25 ]        |
| Alemanha       | 11 de março de 2011     | Lo Recordings   | CD               | [ 26 ]        |
| Reino Unido    | 14 de março de 2011     | Lo Recordings   | CD vinil         | [ 27 ] [ 28 ] |
| França         | 16 de março de 2011     | Loreley         | CD vinil         | [ 29 ] [ 30 ] |
| Austrália      | 30 de março de 2011     | Lo Recordings   | CD               | [ 31 ]        |
| Alemanha       | 22 de abril de 2011     | Lo Recordings   | Vinil            | [ 32 ]        |
| Estados Unidos | 31 de janeiro de 2012   | Arbutus Records | CD               | [ 33 ]        |
| Estados Unidos | 1 de abril de 2016      | Arbutus Records | Vinil            | [ 34 ]        |